# Giallo pastello
Il giallo pastello è una gradazione di giallo.